# Flora Sandes
Flora Sandes (ur. 22 stycznia 1876 we Nether Poppleton, hrabstwo Yorkshire, zm. 24 listopada 1956 w Suffolk) – brytyjska pielęgniarka, w czasie I wojny światowej służąca w armii serbskiej, jedyna znana Brytyjka biorąca czynny udział w działaniach wojennych I wojny światowej.

## Życiorys
Była najmłodszą córką Samuela Dicksona Sandesa i Sophii z d. Besnard. Kiedy miała dziewięć lat, jej rodzina przeniosła się do Marlesford (hrabstwo Suffolk), a następnie do Thornton Heath k. Croydon. W dzieciństwie była pod opieką guwernantki.
Po przejściu szkolenia z udzielania pierwszej pomocy w Yeomanry Corps wstąpiła do organizacji Women's Sick & Wounded Convoy i wyjechała w 1912 pełnić służbę medyczną na froncie I wojny bałkańskiej. Kiedy wybuchła I wojna światowa, zgłosiła się na ochotnika do armii, chcąc służyć jako pielęgniarka, ale uznano, że nie ma odpowiednich kwalifikacji. Sandes dołączyła do konwoju sanitarnego, organizowanego przez Amerykankę Mabel Grouitch i 12 sierpnia 1914 opuściła Anglię, kierując się do Serbii. Grupa 36 pielęgniarek, w której znajdowała się Sanders dotarła do Kragujevaca. Tam Sandes dołączyła do Serbskiego Czerwonego Krzyża i pracowała w ambulansie, obsługującym 2 pułk piechoty, wchodzący w skład dywizji morawskiej.
W czasie odwrotu armii serbskiej przez Albanię zimą 1915, Sandes założyła mundur i zaczęła służbę w jednym z serbskich pułków, awansując do stopnia kaprala. W 1916 wzięła udział w bitwie pod Bitolą, w której została ciężko ranna od wybuchu bułgarskiego granatu. Za swoją odwagę została uhonorowana Orderem Gwiazdy Jerzego Czarnego i awansowana do stopnia sierżanta.
W 1916 wydała autobiografię pt. An English Woman-Sergeant in the Serbian Army, opartą na zapiskach i listach. Rana uniemożliwiła jej powrót na front, skupiła się więc na zbieraniu funduszy na rzecz armii serbskiej. W 1919 uzyskała awans do stopnia kapitana, a w 1922 przeszła w stan spoczynku.
W maju 1927 Flora Sandes poślubiła b. generała carskiego Jurija Judenicza. Po krótkim pobycie we Francji, małżeństwo zamieszkało w Belgradzie. Flora Sandes udzielała lekcji języka angielskiego i prowadziła jedną z pierwszych taksówek w Belgradzie. w 1927 wydała swoją drugą autobiografię. O doświadczeniach wojennych opowiadała w czasie wykładów i prelekcji - w Wielkiej Brytanii, Francji, Kanadzie i Stanach Zjednoczonych.
Po niemieckiej agresji na Jugosławię w kwietniu 1941 Flora Sandes i jej mąż zostali zmobilizowani, ale zanim rozpoczęli służbę, kampania dobiegła końca. Internowani przez Niemców, wkrótce zostali zwolnieni. Jurij Judenicz zmarł w szpitalu we wrześniu 1941. W lutym 1945 Flora Sandes wyjechała z Jugosławii i powróciła do Suffolk, gdzie spędziła ostatnie lata życia.

## Postać Flory Sandes w kulturze
W 1997 odbyła się premiera filmu telewizyjnego Our Englishwoman, poświęconego postaci Flory Sandes, który zrealizował Slobodan Radović, na zlecenie kanału RTS.